# Lychnis des Pyrénées
Petrocoptis pyrenaica
Espèce
Classification phylogénétique
Le Lychnis des Pyrénées ou Pétrocoptis des Pyrénées (Petrocoptis pyrenaica) est une plante herbacée vivace appartenant à la famille des Caryophyllacées. C'est une endémique des Pyrénées occidentales.

## Description
Petite plante haute de 5 à 15 cm, vert glauque. Les feuilles de la base disposées en rosette sont pétiolées tandis que les feuilles caulinaires sont sessiles, opposées sur les tiges grêles. Les fleurs sont blanches, en inflorescences peu fournies. Floraison de juin à aout.

## Habitat
Fentes des rochers humides et des murs, surplombs rocheux de 500 à 2 800 m.